# Докьовци
Докьовци е село в Западна България. То се намира в община Трън, област Перник.

## География
Село Докьовци (наричано от местните хора Декьовци) се намира в планински район. Територията на селото е разположена на площ от 12.288 km2 (НСИ). Районът се отличава с много разнообразен скален състав, релеф, характер на хидроклиматичните условия и специфичен растителен и животински свят. Махалите са Бойчиновци (част от която са и т.н. "Долинчани"), Русимовци (част от която са Китановци и Трендафиловци), Полеганци, Попаринци и Широки дол. В същинското село са Гьоринци, Краклинци, Карадаци, Айлазовци и Палоинци. Една част от семействата са имали къщи и на Рид.
Територията на село Докьовци попада в Севернокраищенската подобласт на Краището (или т.н. "Трънско Краище, в което са 10 села-Пенкьовци, Докьовци, Лева река, Видрар, Горочевци, Дълга лука, Горна Мелна, Долна Мелна, Шипковица и Къшле). На север от селото се простира котловината Знеполе, в която е разположен град Трън. На запад от Докьовци се издигат Кървав камик и Милевска планина. Селото се пресича от река Явор, която извира от село Горочевци. Реката има дъждовно-снежен режим с пролетен максимум и лятно-есенен минимум на оттока. Основните черти на съвременния релеф в района на Краището са се формирали през младия терциер и кватернера .
Климатът е умереноконтинентален, като нископланинският релеф на територията на селото оказва влияние върху климатичните условия. В този район (в станция Трън) е измерена най-ниската екстремална температура за страната (-38,3 градуса C) през 1947 година. Максимумът на валежите е през май-юни, а минимумът – през февруари. Преобладаващите ветрове са западни и северозападни.
Наличието на обширни пасища и ливади благоприятства развитието на животновъдството. Характерни са широколистните представители на дъб, бук, ясен и др.

## История
В стари документи селото е записвано по следните начини: Дойкофча, Дукофча, Дойкьовча в 1576 г.; село Доиковци в ХVIII в. в Поп Стефанов поменик (л. 72а, Опис III 179); Докьовци в 1878 г.
При избухването на Балканската война един човек от Докьовци е доброволец в Македоно-одринското опълчение.
През 1934 година в Докьовци е основана земеделска кооперация „Краище“. Към 1935 г. тя има 36 члена.
През 1985 година селото има 118 жители.

## Администрация
В административно отношение село Докьовци попада в границите на община Трън, област Перник. В тази част на Югозападния регион характерен проблем е обезлюдяването.

## Религии
Религията е източноправославно християнство. Селото разполага с църквата „Св. Богородица“.

## Културни и природни забележителности
В селото се издигаше вековен дъб, който беше природна забележителност на Докьовци. Възрастта му според специалисти беше изчислена на около 800 години, което го нареждаше сред най-старите дървесни видове в България.

## Редовни събития
Последната събота на месец август се провежда събор.

## Личности
Ценко и Иван Бареви-видни сътрудници на д-р Г.М.Димитров в емиграция 1945 – 1989 г.